# ジョージ・ワイス (独立宣言署名者)

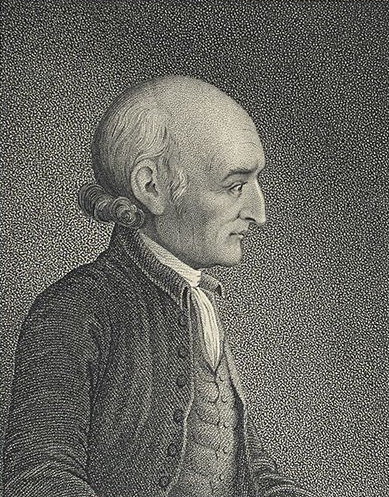
ジョージ・ワイス

ジョージ・ワイス（英:George Wythe、1726年 - 1806年6月8日）は、アメリカ合衆国の弁護士、判事、著名な法律学者であり、アメリカ独立宣言に署名した者である。
アメリカでは最初の法律学教授であり、「アメリカ法律学の父」という称号を得た。バージニアの代議士を務め、憲法制定会議でも代議員を務めたが、制定会議初期に会議を離れたためにアメリカ合衆国憲法の最終稿には署名していない。
ワイスは1768年から1769年までウィリアムズバーグ市長を務めた。1779年、ウィリアム・アンド・メアリー大学に新しく創られた法律学教授に指名され、アメリカ合衆国では最初の法律学教授となった。ウィリアム・アンド・メアリー大学での教え子の中にはトーマス・ジェファーソン、ヘンリー・クレイ、ジェームズ・モンローおよびジョン・マーシャルがいる。
これらの者の中でもトーマス・ジェファーソンとは特に近しく、ジェファーソンはワイスのことを「第2の父」と表現したことがあった。当時法科の学生は1年足らずしか法律を学ばなかったが、ジェファーソンはワイスの下で5年間学び、2人で英文学作品から政治哲学や古代の古典的作品まであらゆる種類の資料を読みあさった。

ジョン・トランブルの『独立宣言』では、アメリカ独立宣言の草稿を提出する様子が描かれている。ワイスは一番左端の人物。

ワイスは1775年に大陸会議代議員に選ばれ、独立決議に賛成票を投じ、アメリカ独立宣言に署名した。バージニア邦の新しい政府形成を助け、1777年にはバージニア邦下院議長に選出された。1789年、バージニア衡平法裁判所の判事となり、後に「専制者はかくの如し」というバージニア州の標語を盛り込んだ紋章を制作した。この紋章は今も使われている。
1787年、ジョージ・ワシントンはワイスをアレクサンダー・ハミルトンやチャールズ・ピンクニーと共に憲法制定会議の規則や手続を立案する委員に指名した。

## 奴隷制度廃止論者の死
ワイスは奴隷所有者であったが、奴隷制度廃止論者となり、その奴隷を解放してまた支援も行った。奴隷のリディア・ブロードナックスとその息子マイケル・ブラウンには遺産を残した。遺言にはブラウンの教育費も含まれていた。ジェファーソンの伝記作者フォーン・ブローディはブロードナックスがワイスの愛人であり、ブラウンは息子だったとしている。
ワイスの他の相続人であるいとこ甥ジョージ・ワイス・スウィーニーはその財産が減ることを避けるために、奴隷達をヒ素で毒殺することにした。その過程でワイス自身も殺したが、ワイスには殺人者への遺贈分を除外するように遺言を変えるだけの時間があった。ブロードナックスは毒殺を免れた。
これが殺人者の受けた唯一の罰だった。スウィーニーの裁判では、主に黒人証人の証言を禁じるバージニアの法律のために、殺人では無罪となった。
スウィーニーは文書偽造で告発され有罪となったが、控訴裁判では逆転無罪となった。スウィーニーはテネシー州に行き、馬を盗み、刑務所で服役したと言われている。彼の人生の残りは歴史の中に埋もれた。
ワイスはその遺言でトーマス・ジェファーソンに膨大な蔵書を送った。ジェファーソンはその指導者かつ友人のことを「彼は私の古くからの師であり、最も早くから最良の友人である。彼には私の人生の中で最も有益であった最初の感動に恩義がある。」と表現した。

## 記念
ウィリアムズバーグにあるワイスの家は今も残っている。1938年にコロニアル・ウィリアムズバーグ基金が取得し博物館として保存した。
バージニア州ワイス郡、その郡庁所在地のウィスビル、ジョージ・ワイス高校（ウィスビル）、リッチモンドのジョージ・ワイス高校、ハンプトン（エリザベス・シティ郡の現在名）のジョージ・ワイス小学校およびジョージ・ワイス・カレッジ（ユタ州シーダー郡）はジョージ・ワイスに因んで名付けられた。ウィリアムズバーグにあるウィリアム・アンド・メアリー大学のマーシャル・ワイス法律学校もワイスの名前を冠している。